# Tiksoformowanie
Tiksoformowanie – metoda formowania metalu łącząca w sobie elementy kucia i odlewania. Metal zostaje podgrzany do takiej temperatury, by osiągnąć stan semi-stały (inaczej półciekły), tj. temperaturę pomiędzy linią likwidus i solidus. Następnie materiał zostaje poddany formowaniu.
Metoda została opracowana w Stanach Zjednoczonych w 1971 roku.
Przykłady zastosowań
- Tiksoodlewanie metali lekkich: ma szerokie zastosowanie w produkcji komponentów w branży motoryzacyjnej. Najpopularniejszym metalem jest aluminium.

- Tiksowyciskanie magnezu: zastosowane w 2005 roku do wykonanie umocnienia na dachu Corvetty, model C6. Jest stosowane do wykonywania obudów telefonów komórkowych.